# Рей, Джемаль Решит
Джема́ль Реши́т Рей (тур. Cemal Reşit Rey; 25 октября 1904, Иерусалим, Османская империя, ныне Израиль — 7 октября 1985, Стамбул, Турция) — турецкий композитор, пианист, дирижёр, педагог и общественный деятель. Брат либреттиста Эркема Решита Рея (тур. Ekrem Reşit Rey (1900—1959). Государственный артист Турции (1981).

## Биография
Окончил Галатасарайский лицей. Учился фортепиано у Маргариты Лонг в Нормальной школе музыки. Учился композиции в Женевской консерватории. Вместе с композиторами Ахмедом Аднаном Сайгуном, Неджилем Кязымом Аксесом, Ульви Джемалем Эркином и Хасаном Феритом Алнаром, входил в «Турецкую пятёрку» ведущих турецких композиторов. В 1945 году стал одним из основателей Стамбульского государственного симфонического оркестра, дирижёром которого был многие годы. В 1946 году становится одним из основателей и председателем Стамбульского филармонического общества. Много гастролировал как дирижёр. Вёл преподавательскую деятельность. Среди его известных учеников был Юксель Коптагель. Писал музыку к кино. Похоронен на мемориальном кладбище в Стамбуле (тур. Edirnekapı Şehitliği).
Именем композитора назван Концертный зал  (тур. Cemal Reşit Rey Konser Salonu) в стамбульском районе Шишли

## Сочинения
- Опера «Зейбек» / Zeybek (1926)
- Опера «Челеби» / Çelebi (1945, 2-я редакция 1973)
- Симфоническая поэма «Карагёз» / Karagöz (1931)
- Симфоническая поэма «Турция» / Türkiye (1971)